# Agüimes
Agüimes är en kommun på kanarieön Gran Canaria i Spanien. Den ligger i provinsen Las Palmas i den autonoma regionen Kanarieöarna i sydvästra delen av landet, 1 700 km sydväst om huvudstaden Madrid och är belägen på en höjd av 279 m ö.h.. Antalet invånare är 33 179 (2024). Arean är 78,90 kvadratkilometer.  Av dessa bor 5 926 invånare i själva staden Agüimes och resten på den omgivande landsbygden eller i mindre byar. Kommunen är en del av storstadsområdet runt Las Palmas de Gran Canaria.

## Galleri

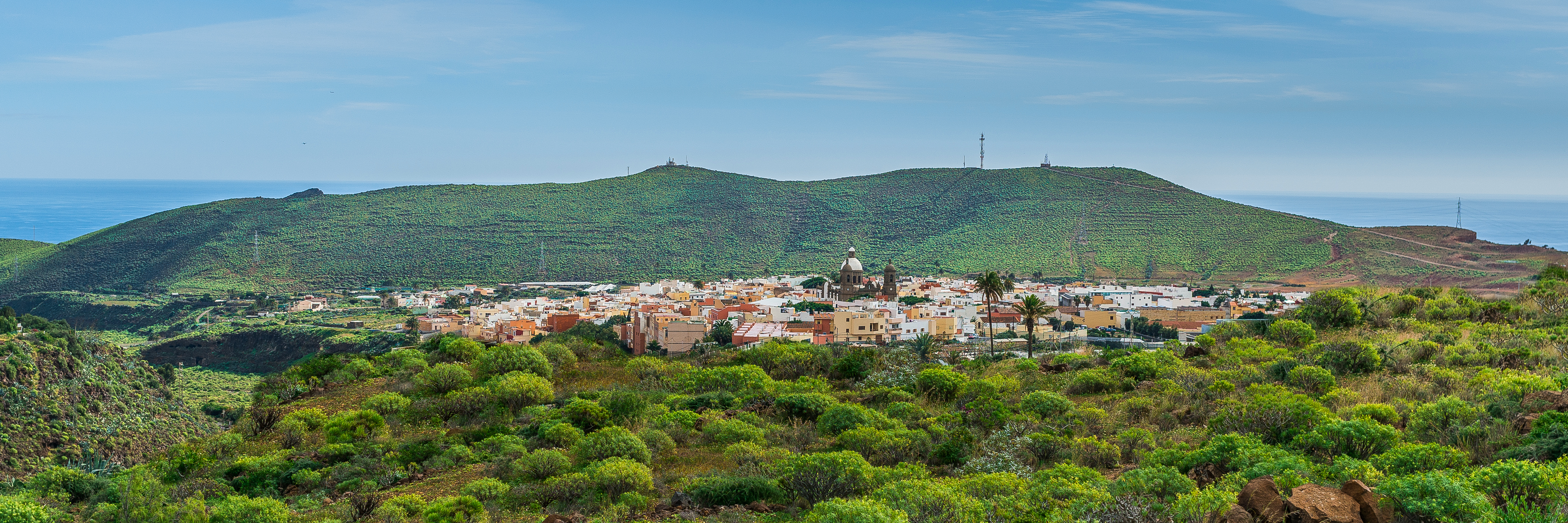
Aguimes 2016
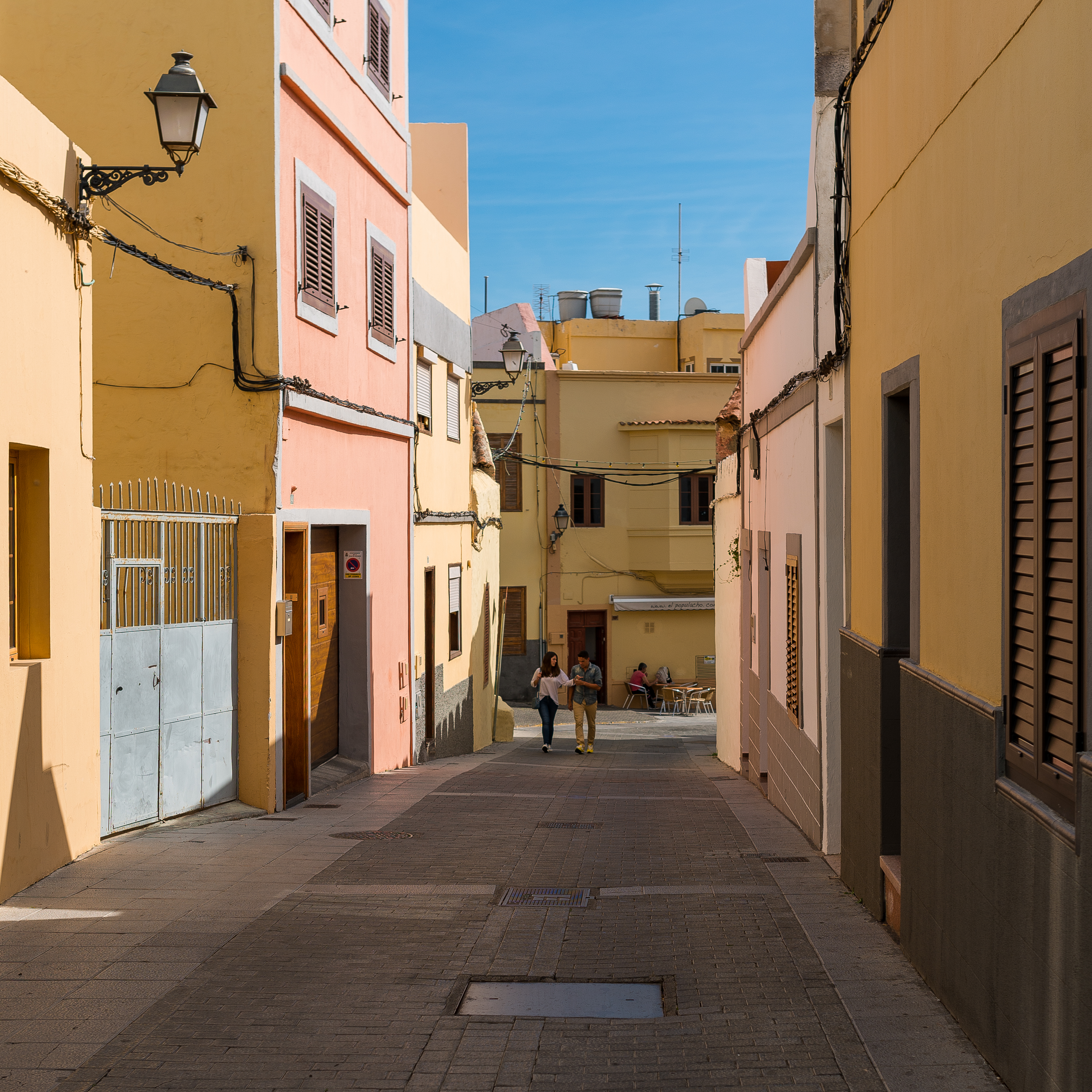
Aguimes 2016
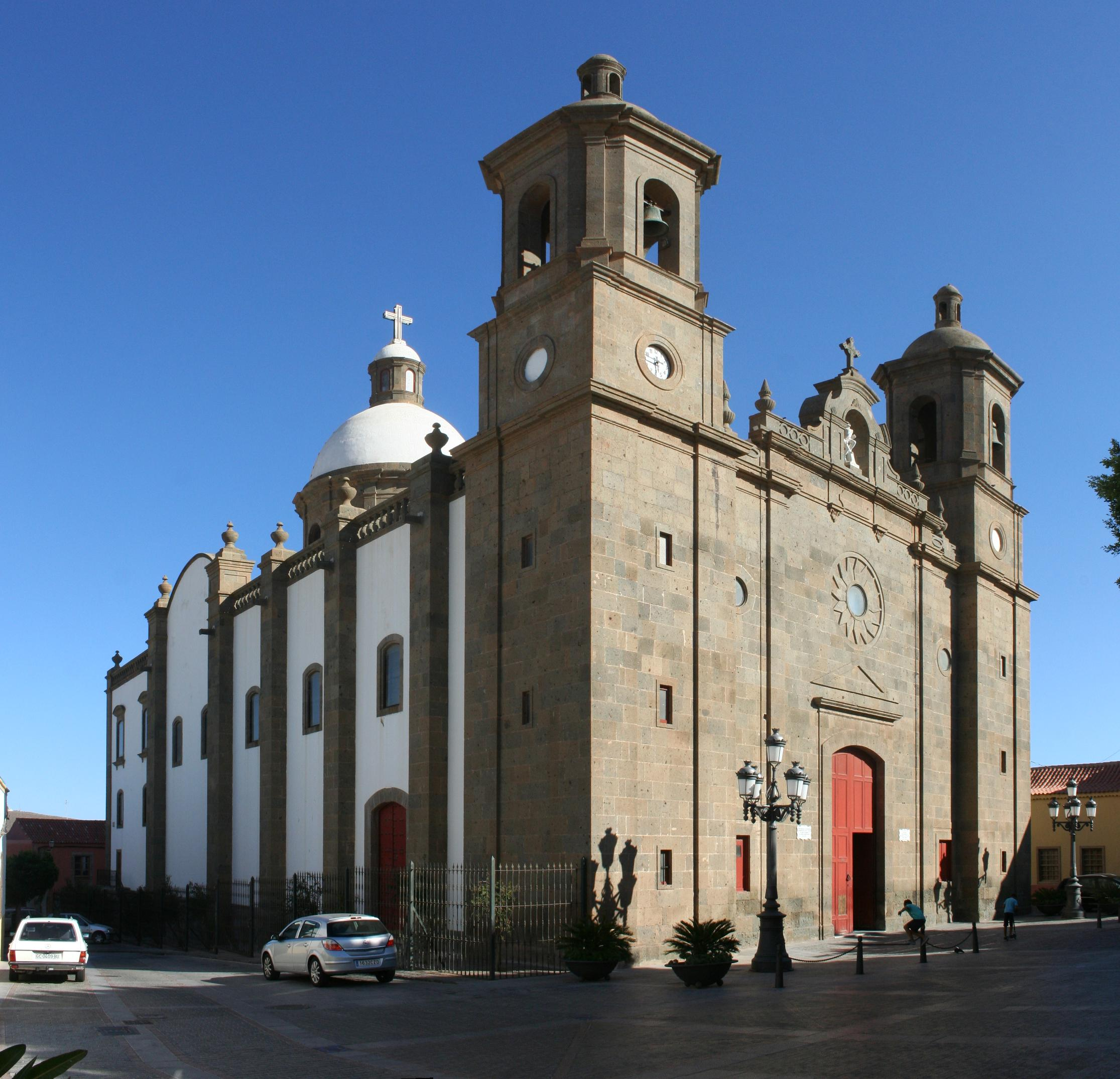
Templo Parroquial de San Sebastián
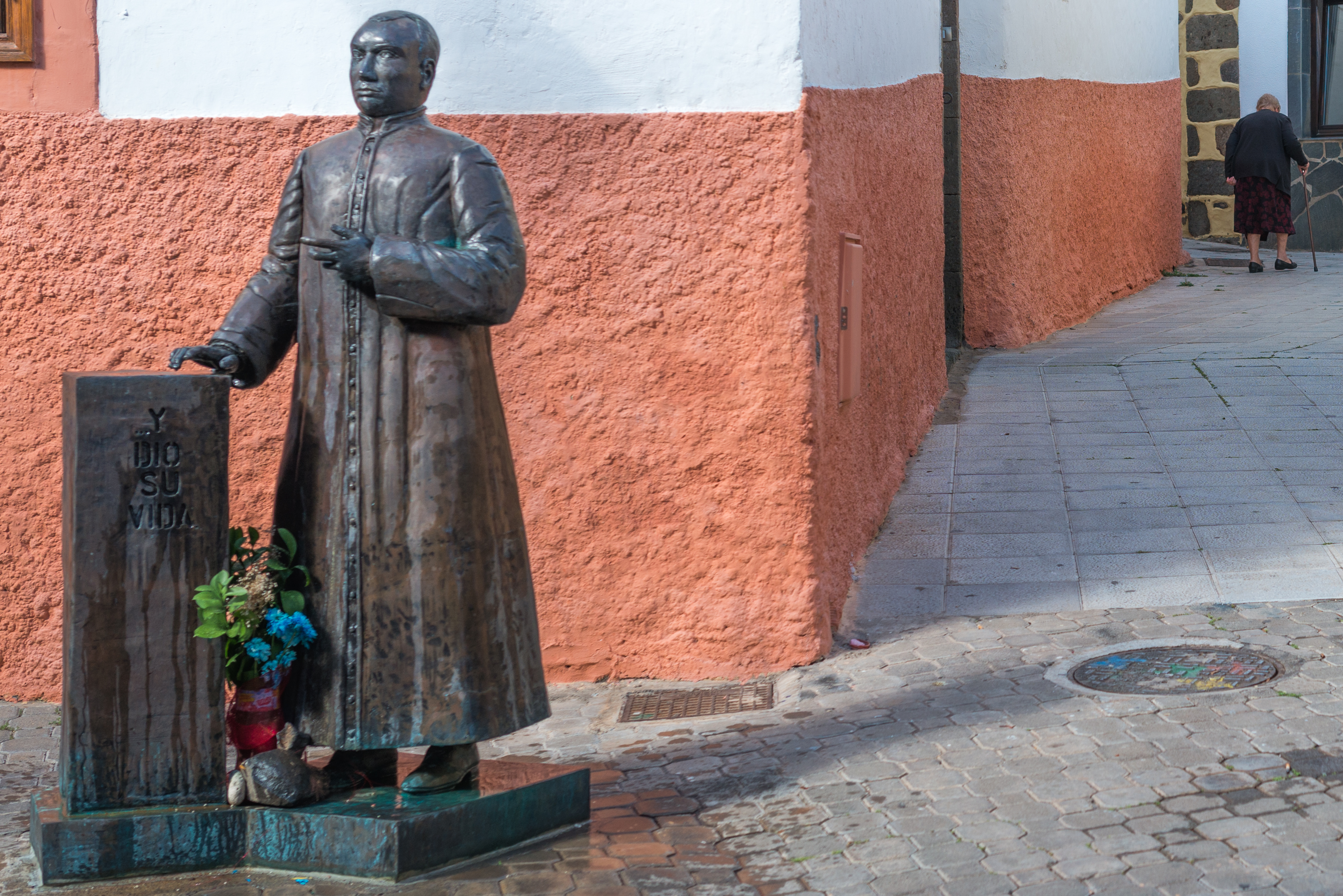
Aguimes 2016
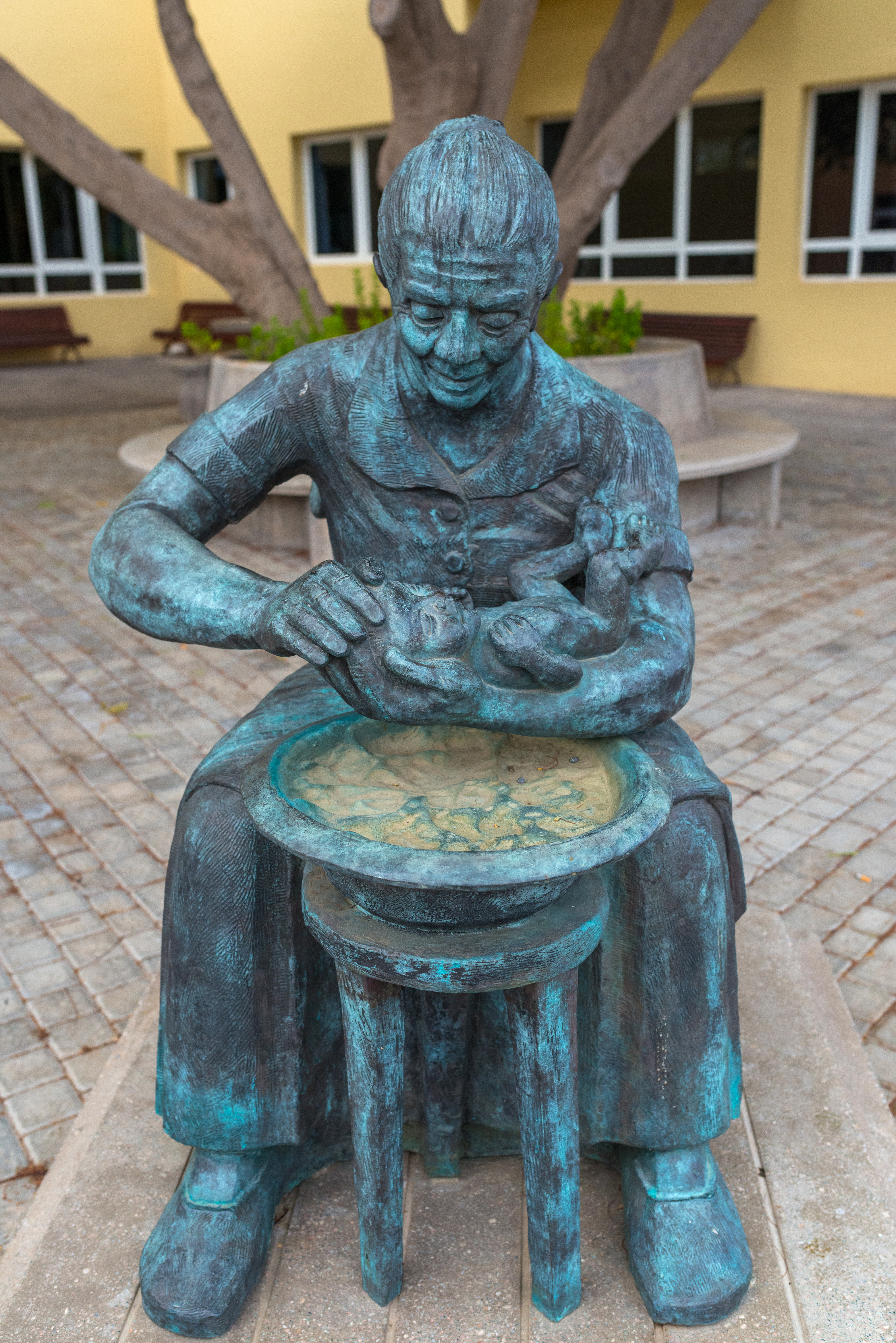
Aguimes 2016

- Wikimedia Commons har media som rör Agüimes.